# 長坂嘉昭
長坂 嘉昭（ながさか よしあき、1963年7月19日 - ）は、雑誌プレジデントの編集長。

## 来歴・人物
神奈川県出身。神奈川県立小田原高校を経て、早稲田大学商学部卒業。
東洋経済新報社、扶桑社を経て、プレジデント社に入社。
「プレジデント」編集部に配属され、1998年同編集部副編集長、2003年同編集次長、2005年同編集長に就任。
2008年からは「PRESIDENT Online」編集長を兼任。